# Dunja Vejzovic
Dunja Vejzovic (* 20. Oktober 1943 in Zagreb) ist eine ehemalige jugoslawisch-kroatische Opernsängerin (Mezzosopran).

## Leben
Die Künstlerin lebte einige Jahre in Afrika, wo ihr Vater für die UNO tätig war. In ihrer Heimatstadt studierte sie sowohl Grafik (Kunstakademie) als auch Gesang (Musikakademie) bei Marija Borčić. Ferner besuchte sie Meisterkurse in Salzburg und Weimar. Ihr Gesangsstudium vertiefte sie für ein Jahr an der Hochschule für Musik und Darstellende Kunst Stuttgart. Am Kroatischen Nationaltheater in Zagreb begann 1969 ihre Bühnenkarriere. Zwei Jahre später wurde sie Ensemblemitglied an der Oper von Nürnberg. Dort übernahm sie sogleich die großen Partien ihres Faches: Carmen in Carmen, Venus in Tannhäuser, Azucena in Il trovatore, Amneris in Aida, Dalila in Samson et Dalila, um nur einige der vielen zu nennen. 1978 ging sie an die Oper Frankfurt und bestätigte sich ein Jahr später als freischaffende Künstlerin.
Ihre internationale Karriere begann 1978 bei den Bayreuther Festspielen, wo sie während drei Festspielzeiten in der Partie der Kundry in Parsifal brillierte. Herbert von Karajan konnte Dunja Vejzovic für die Salzburger Festspiele der Jahre 1980, 1981 und 1984 gewinnen. Dort sang sie die Kundry in Parsifal und die Ortrud in Lohengrin. Für die Platteneinspielung von Parsifal wurde die Sängerin mit dem Prix Fanny Heldy ausgezeichnet. Dunja Vejzovic sang an allen renommierten Opernbühnen der Welt, in Rom, Mailand, New York, Barcelona, Paris, London u. a. m. Sie arbeitete mit den großen Dirigenten der Zeit zusammen, beispielsweise mit Herbert von Karajan, Carlos Kleiber, Christoph Eschenbach, Claudio Abbado, Lorin Maazel, Eugen Jochum und Zubin Mehta.
Neben der Opernsängerin Anja Silja wirkte Dunja Vejzovic als Gastsängerin in dem Dokumentar-Spielfilm Die Macht der Gefühle (1983) mit.
Parallel zur eigenen Opern- und Konzerttätigkeit betätigt(e) sich Dunja Vejzovic als Gesangspädagogin. Nach Professuren in Graz und Zagreb nahm sie den Ruf an die Hochschule für Musik und Darstellende Kunst in Stuttgart an. Viele ihrer Schüler sind inzwischen selbst bekannte Persönlichkeiten der Opernwelt wie z. B.: Christina Landshamer, Evelin Novak und Kresimir Strazanac. Die Künstlerin hält Meisterkurse und ist Jurymitglied mehrerer internationaler Gesangswettbewerbe.
2004 publizierte sie eine Monographie (einschl. CD) mit Dokumentation ihrer Bühnen- und Konzertauftritte.
Am 20. Oktober 2010 wurde ihr für ihre Arbeit das Bundesverdienstkreuz am Bande verliehen.

## Diskografie (Auswahl)
- Parsifal Label: Deutsche Grammophon
- Lohengrin Label: EMI
- Der Fliegende Holländer Label: EMI
- Alto Rhapsody Label: Virgin Classics
- La vestale Label: Bongiovanni
- siehe[1]

## Einzelnachweis
1. ↑  https://www.discogs.com/de/artist/2402172-Dunja-Vejzovi%C4%87